# Henry Segrave
Sir Henry O'Neil "de Hane" Segrave (Baltimora, 22 settembre 1896 – Lago di Windermere, 13 giugno 1930) è stato un pilota automobilistico e pilota motonautico britannico, noto per essere stato più volte detentore del record di velocità su terra e su acqua.

## I primi anni

### Gli studi e la prima guerra mondiale
Henry Segrave nacque a Baltimora il 22 settembre 1896, da madre statunitense e padre irlandese. Mantenne sempre la nazionalità britannica. Tornò in Gran Bretagna per frequentare l'Eton College, che lasciò allo scoppio della prima guerra mondiale, quando entrò alla Reale accademia militare di Sandhurst. Prese i gradi di tenente di fanteria e venne spedito al fronte. Il 7 maggio 1915 rimase colpito da un proiettile durante un combattimento corpo a corpo e venne abbandonato esanime in una trincea tedesca.
Recuperato da un compagno di battaglione, venne riportato fra le linee amiche, dove per giorni rimase fra la vita e la morte.
Riportato in Gran Bretagna ancora convalescente, dopo il completo ristabilimento decise di arruolarsi nei Royal Flying Corps. Effettuò il primo volo sul fronte di guerra il 14 aprile 1916.
A fine conflitto, stava per essere promosso direttore tecnico del British Air Council.

### La carriera come pilota automobilistico

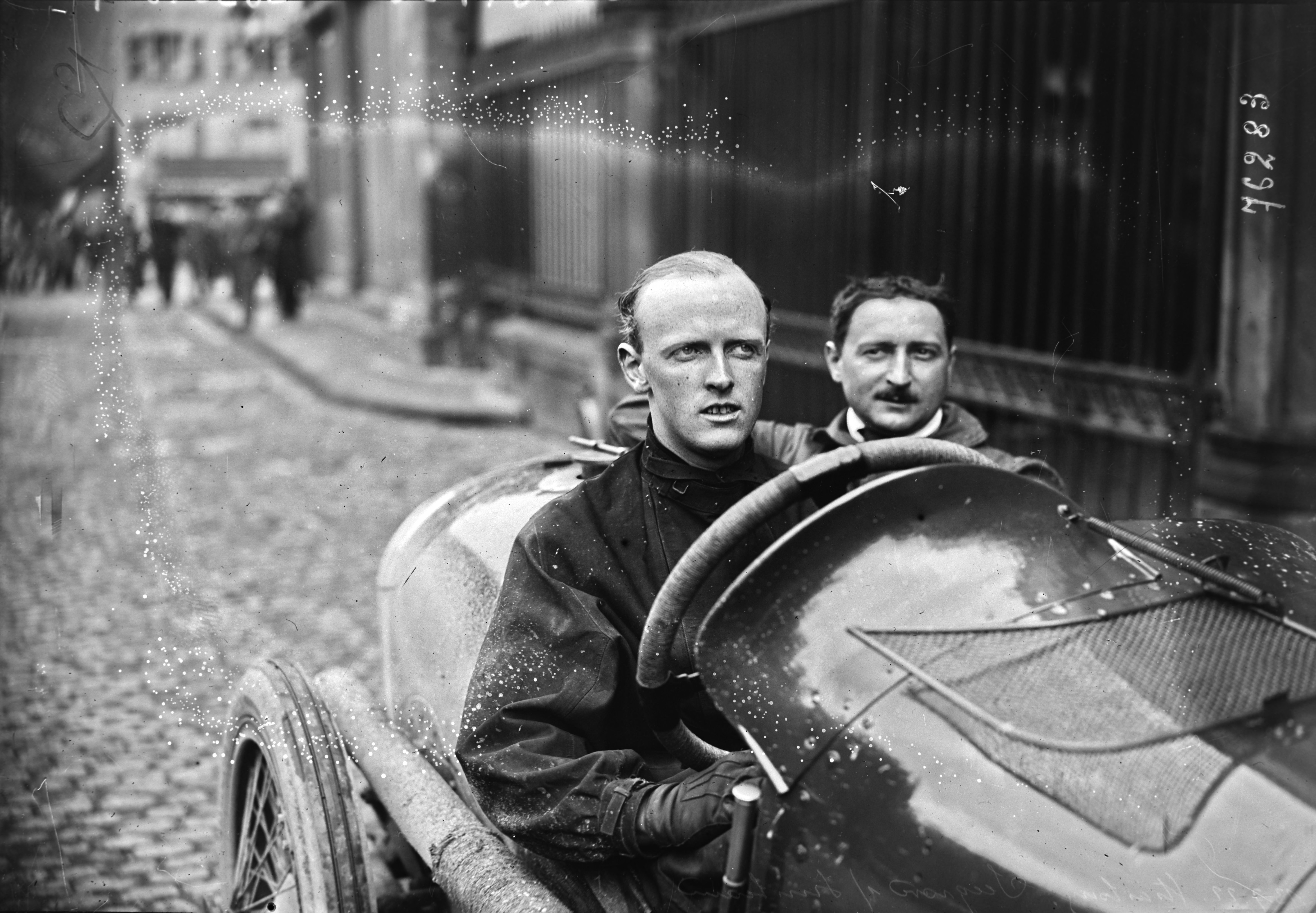
Segrave al Gran Premio di Francia del 1922

Una volta finita la guerra, firmò un contratto con la Sunbeam, azienda inglese produttrice di automobili, iniziando la sua carriera come pilota. Vinse il Gran Premio di Francia, corso il 2 luglio del 1923, diventando così il primo pilota inglese a vincere un gran premio a bordo di un'auto inglese. Nello stesso anno, il 1º settembre vinse il Gran Premio di Boulogne, ed il 27 settembre dell'anno successivo vinse il Gran Premio di San Sebastián. In seguito, conquistò il primo posto al Gran Premio di Provenza nel 1925 e nel 1926, e alla 200 miglia di Brooklands sia nel 1925 che nel 1926.

## I record di velocità su terra

### LaLadybirde il primo record
Nel 1925 Segrave iniziò ad interessarsi ai record di velocità. La marca di autovetture con cui correva, la Sunbeam, da diversi anni progettava auto da record, e dal 1922, con la Sunbeam 350 HP, aveva conquistato tre primati di velocità.
L'ultimo record era stato fatto segnare da Malcolm Campbell, che aveva raggiunto le 150,86 mph (242 km/h). La Sunbeam costruì una nuova vettura per Segrave, la Tiger, progettata appositamente per realizzare un nuovo record. Il motore venne ottenuto unendo due 6 cilindri della Sunbeam Grand Prix con cui lo stesso Segrave aveva corso. Il risultato fu un V12 da 3976cm³, che grazie a due compressori volumetrici raggiungeva i 306 CV. La vettura, dipinta completamente di rosso, si guadagnò il soprannome di Ladybird.
Segrave tentò il record il 16 marzo del 1926, sulla spiaggia di Southport. Durante la corsa, la vettura urtò una buca nella spiaggia, venendo catapultata in aria per alcuni secondi. All'atterraggio, il motore salì improvvisamente di giri, ma pochi attimi dopo si udirono tre acute esplosioni, e improvvisamente la velocità calò, in quanto i compressori si erano rotti. La vettura raggiunse comunque le 152,33 mph (245 km/h), battendo Campbell di sole 1,47 mph.
Poco più di un mese dopo, il 27 aprile, J. G. Parry-Thomas, a bordo della sua Babs, batté il record di Segrave arrivando prima a 168 mph, e poi a 171 mph il giorno seguente. Il 4 febbraio 1927, fu di nuovo Campbell, a bordo del Napier-Campbell Blue Bird, a segnare le 174,88 mph.

### LaMystery care le 200 mph

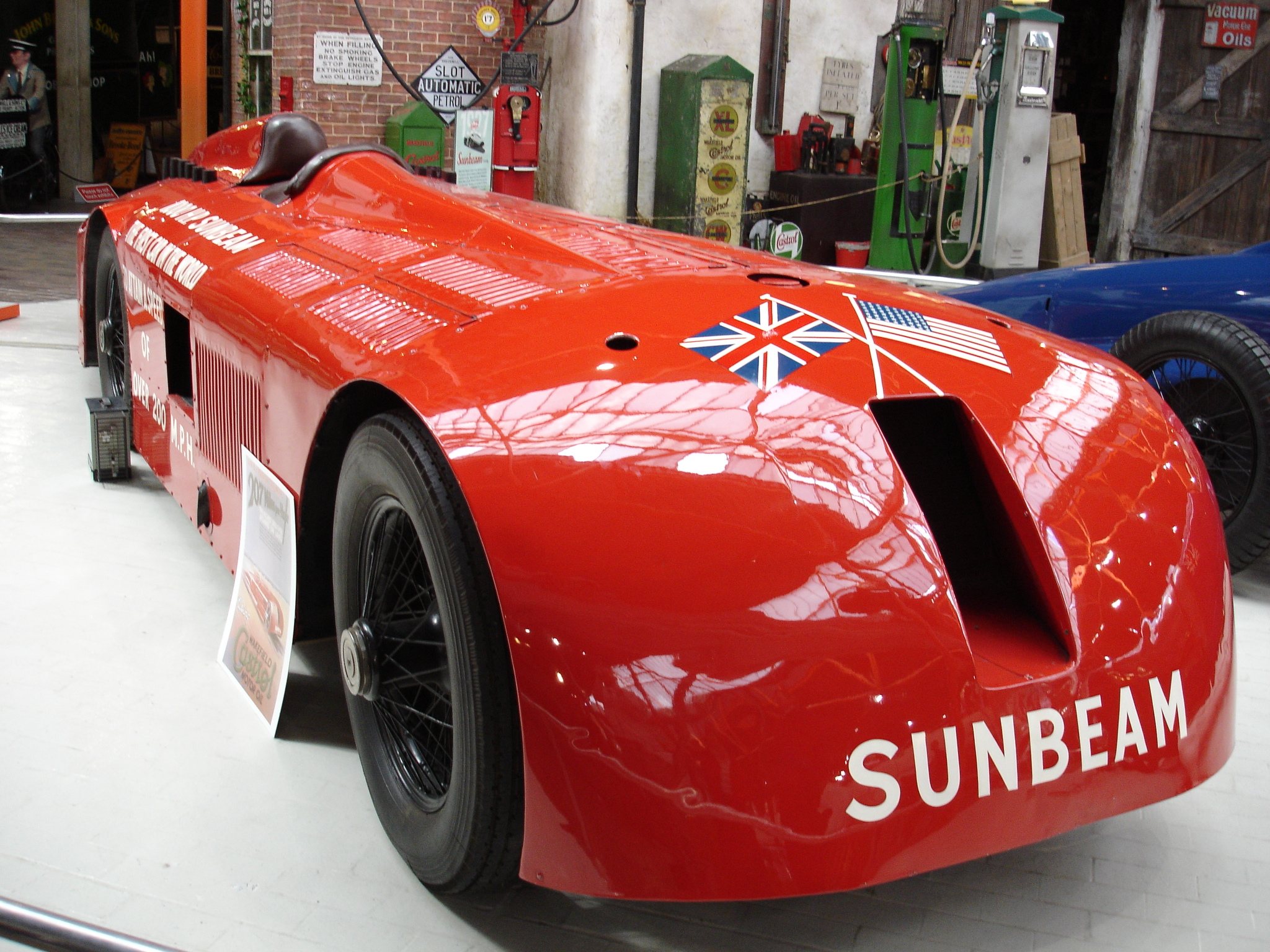
La Sunbeam 1000 HP, soprannominata Mystery car, con cui Segrave superò le 200 mph

Ma nel 1926 era già iniziata la costruzione della Sunbeam 1000 HP, vettura dotata di due propulsori aeronautici Matalebe, per una cilindrata complessiva di 44888cm³. I due motori generavano complessivamente circa 900 CV, una potenza ben superiore ai 500 CV della vettura con cui Campbell aveva segnato il precedente record. La Sunbeam mantenne il più completo riserbo sul progetto per tutta la durata della costruzione, non divulgando informazioni nemmeno sull'aspetto esterno della vettura, tanto che i giornali americani la soprannominarono Mystery car, cioè auto del mistero. In seguito, quando venne svelata al pubblico, si guadagnò il nuovo soprannome di Slug, che in lingua inglese ha il doppio significato di proiettile di grosso calibro e di lumaca, quest'ultimo riferito all'aspetto esteriore della vettura, con il muso arrotondato e la lunga coda discendente.
A pochi giorni dalla data stabilita per il tentativo, lo stesso J. G. Parry-Thomas rimase ucciso mentre cercava di riprendersi il record di velocità. Il pilota britannico rimase decapitato in corsa, a seguito della rottura della catena di trasmissione.
Segrave, che nella Sunbeam 1000 HP avrebbe dovuto sedere fra i due motori e a poca distanza dalla trasmissione, a seguito dell'incidente di Thomas espresse forti dubbi sulla sicurezza della nuova vettura. Nonostante ciò decise di tentare ugualmente il record. Il 29 marzo, a Daytona Beach, davanti a 30000 persone, portò la Sunbeam 1000 HP alla velocità di 203,98 mph (327,98 km/h), e diventò il primo uomo a superare le 200 mph su terra.
Il record di Segrave durò quasi undici mesi, fino al 19 febbraio 1928, quando Campbell, a bordo del nuovo Blue Bird III, raggiunse le 206 mph. Il 22 aprile, nella lotta fra i due piloti inglesi, si inserì lo statunitense Ray Keech. A bordo della sua White Triplex Special, forte di tre motori aeronautici per una cilindrata complessiva di 81000cm³, arrivò alla velocità di 207,55 mph.

### LaFreccia doratae l'ultimo record

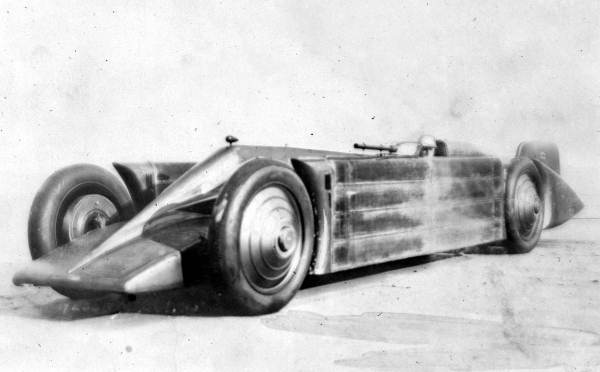
Daytona Beach, 11 marzo 1929, Segrave conquista il record di velocità a bordo della KLG Golden Arrow

Nel frattempo, Jack Irving, che già aveva realizzato la Sunbeam 1000 HP, aveva costruito la KLG Golden Arrow. Vettura di dimensioni imponenti, vantava un'aerodinamica molto curata per l'epoca. Il soprannome arrow, cioè freccia, derivava proprio dal profilo affilato del muso, mentre golden era riferito alla colorazione dorata. Montava un motore aeronautico Napier Lion, con cilindrata complessiva di 23948cm³, per una potenza di circa 930 CV. L'11 marzo 1929, a Daytona Beach, Segrave conquistò il suo terzo e ultimo primato di velocità su terra, spingendo la Golden Arrow fino 231,36 mph (372,34 km/h). Non soddisfatto, il pilota britannico voleva organizzare una nuova prova, convinto di poter superare le 240 mph. Due giorni dopo, il 13 marzo, Segrave assistette al tentativo di record di Lee Bible, a bordo della White Triplex Special. Al secondo passaggio, Bible perse il controllo della vettura, rimanendo ucciso. Sconvolto dall'incidente, Segrave rinunciò ai record su terra, decidendo di concentrare i propri sforzi sul record di velocità sull'acqua.
Il record della Golden Arrow rimase imbattuto per due anni, finché non venne nuovamente conquistato da Malcolm Campbell.

## IMiss England

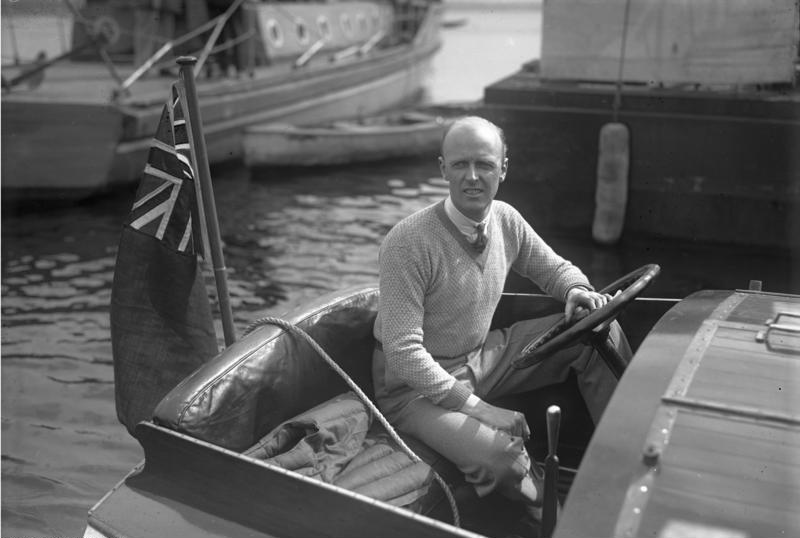
Segrave a bordo di un motoscafo.

### IlMiss England Ie la sfida contro Gar Wood
Il primo incontro tra Henry Segrave e Gar Wood ebbe luogo il 29 marzo del 1927. In quell'occasione, il pilota statunitense sfidò Segrave a dimostrare la sua abilità anche sull'acqua. Quest'ultimo decise di raccogliere la sfida, e con l'appoggio economico di Lord Wakefield, imprenditore inglese che da tempo si interessava ai record, insieme a Fred Cooper iniziò a progettare una imbarcazione per battere Wood. Il risultato fu il Miss England I, come venne poi ribattezzato.
Questo motoscafo era equipaggiato con un motore Napier Lion, che erogava 900 CV. Poco dopo l'ultimo record su terra ottenuto da Segrave con il Golden Arrow, Wood invitò il pilota britannico a mostrare le qualità della sua nuova imbarcazione. Dopo aver osservato il Miss England I da fermo, Wood giudicò eccessiva la larghezze delle eliche, e criticò il design del timone. Questi difetti furono confermati dopo una breve prova. Il 29 marzo 1927 si doveva tenere l'Harmsworth Cup, e il comitato di gara era ansioso di assistere al confronto tra Segrave e Wood. Il pilota britannico, a seguito delle critiche espresse da Wood, era indeciso su cosa fare. In suo soccorso arrivo proprio quest'ultimo; il pilota statunitense aveva infatti ordinato lui stesso nuove eliche alla Hide Company, calcolando peso e potenza del Miss England I. Wood mandò la sua squadra di meccanici da Segrave, con le nuove eliche e anche con un nuovo timone, disegnato apposta per l'imbarcazione del britannico. Con le nuove parti, il Miss England I migliorò decisamente le sue prestazioni. Segrave confermò quindi la sua partecipazione all'Harmsworth Cup.
Segrave e Wood, rispettivamente a bordo della Miss England I e del Miss America VII, si sarebbero sfidati sulle acque di Miami. Prima della gara, Segrave chiese a Wood cosa sarebbe successo se egli avesse conquistato la pole position. Wood gli rispose che la cosa sarebbe stata pericolosa, in quanto il suo Miss America era più veloce, e nel sorpasso Segrave sarebbe rimasto investito dall'acqua sollevata dall'imbarcazione americana. Segrave allora rispose:Mi prenderò il rischio. Wood decise allora di regalare la pole all'avversario.
La gara si svolgeva in due manche. Appena dopo la partenza, quando la Miss America VII superò la Miss England I, come predetto da Wood, il viso di Segrave fu investito dalla mole d'acqua sollevata dall'imbarcazione dell'avversario, coprendogli la visuale, tanto che per alcuni secondi il pilota britannico non capì cosa fosse accaduto. Ma dopo la prima curva, il cavo di trasmissione della Miss America VII cedette, e l'imbarcazione non fu più in grado di procedere. Segrave vinse la prima manche. La seconda gara venne vinta da Gar Wood, ma Segrave riuscì comunque a giungere al traguardo, conquistando un punto, e vincendo così la Harmsworth Cup.
Tornato in patria, venne nominato baronetto da re Giorgio V.

### IlMiss England II, il record e la morte

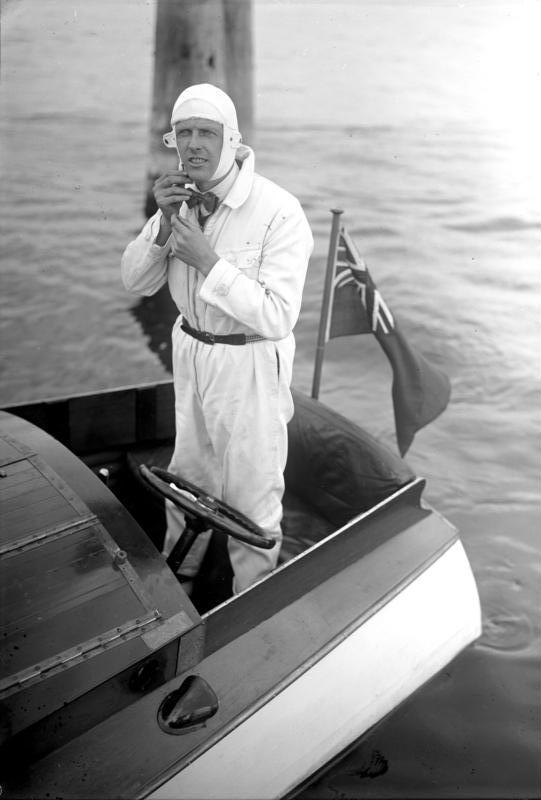
Segrave poco prima della partenza per una gara.

Henry Segrave era deciso a conquistare il record di velocità sull'acqua, ma si rese conto che con un motoscafo monomotore non avrebbe mai potuto tenere testa ai plurimotore di Gar Wood. Decise allora di costruire una nuova imbarcazione, con l'appoggio di Kaye Don e sempre con il finanziamento di Lord Wakefield. Il nuovo motoscafo, disegnato ancora da Fred Cooper, venne battezzato Miss England II. Rispetto al precedente, montava due motori aeronautici Rolls-Royce R, scelti personalmente dallo stesso Lord Wakefield, che erogavano una potenza complessiva di 3600 CV. Il Miss England II mantenne il disegno generale del precedente, con la cabina pilotaggio posta davanti al gruppo motori. Tale configurazione venne criticata per la sua pericolosità dallo stesso Gar Wood già in occasione del primo incontro con Segrave, che replicò dicendo che preferiva così piuttosto di rimanere accecato dai fumi di scarico.
Il luogo scelto per il record fu il lago Windermere, nella contea di Cumbria. Giovedì 11 giugno, Segrave effettuo una corsa di prova, ma uno dei due motori si ruppe. Il pilota britannico decise di tentare il record due giorni dopo, il 13 giugno. Secondo il regolamento, perché il record fosse omologato, l'imbarcazione doveva effettuare almeno due tornate, una andata e un ritorno, e doveva poi essere misurata la velocità media. Dopo un primo passaggio a 96,41 mp/h, nel secondo il Miss England II toccò le 101,11 mph, e Segrave divenne il primo uomo a superare le 100 mph sull'acqua. La velocità media fu di 98,760 mph, cioè 158,938 km/h, e gli permise così di battere il record precedente stabilito da Gar Wood a bordo del Miss America VII.
Segrave, non avendo avuto la comunicazione che certificava l'avvenuto record, decise di fare un ulteriore tornata. L'imbarcazione venne rifornita e preparata per la terza corsa. Durante quest'ultimo passaggio, il Miss England II urtò a tutta velocità contro un tronco d'albero sommerso e l'imbarcazione roteò in aria, scontrandosi infine con l'acqua. Il meccanico di Segrave, Victor Halliwell, rimase ucciso sul colpo, mentre il motorista, Willcox, rimase seriamente ferito, ma sopravvisse.
Il corpo del pilota britannico fu recuperato privo di conoscenza e portato in ospedale. Segrave riprese conoscenza solo per qualche momento, quando chiese alla moglie, Lady Doris Segrave, la conferma dell'avvenuto record. Morì pochi minuti dopo, a due ore dall'incidente, a causa della forte emorragia. Il volante deformato dall'impatto è stato voluto come reliquia da Gabriele d'Annunzio che lo ha esposto al Vittoriale nella Stanza delle Reliquie. A Segrave, d'Annunzio ha intitolato la Seconda Riunione Internazionale del Garda (o Coppa dell'Oltranza per la velocità pura), patrocinata proprio da D'Annunzio.
Nel 1930, per onorare la memoria del pilota britannico, venne istituito il Segrave Trophy. Il corpo di Segrave venne cremato e le ceneri vennero sparse dal padre mentre sorvolava i campi da gioco di Eton.

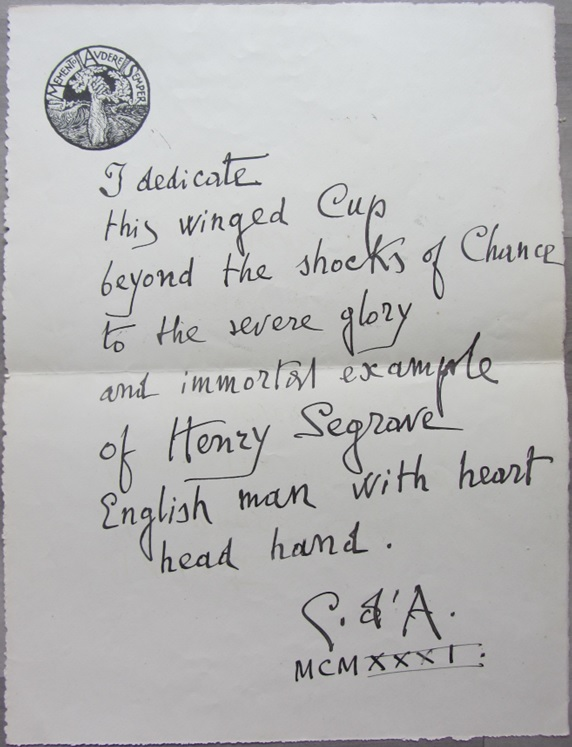
D'Annunzio a Kaye Don per intitolare a Henry Segrave la Seconda Riunione Internazionale di motonautica del Garda.